# Stara Kakawa
Stara Kakawa – wieś w Polsce położona w województwie wielkopolskim, w powiecie kaliskim, w gminie Godziesze Wielkie.

## Historia
Do czasów powojennych Nowa i Stara Kakawa stanowiły jedną miejscowość o nazwie Kakawa. Już w średniowieczu wzmiankowana była ona pod łacińską nazwą Cacava.

### Właściciele
W 1388 roku jako dziedzic wsi wzmiankowany jest Jarand, którego Boniecki łączy z rodem Pomianów. Wszedł on w konflikt graniczny z ksienią klasztoru cystersek w Ołoboku. Potem wieś przeszła na własność Piotra Zajączka z Wrzący, który pełnił urząd podkomorzego sieradzkiego, a następnie kasztelana rozpierskiego. Gdy jego najstarszy syn Adam w 1472 roku odziedziczył wieś, nazwał się od niej kakawskim, dając początek rodowi Kakawskich herbu Świnka. W aktach dotyczących sporów terytorialnych z klasztorem w Ołoboku notowany jest w 1529 roku dziedzic wsi, Jakub Kakawski zwany Zajączkiem herbu Świnka. Jego synami byli Adam, Jan, Andrzej, Wojciech, Feliks i Erazm.
W 1551 po raz pierwszy jako dziedzice Kakawy wzmiankowani są Domiechowscy (w 1559 roku: Stanisław i Adam), podczas gdy Adam Kakawski zwany Zajączkiem występuje jako dziedzic Raduchowa, niegdyś części Kakawy. W 1634 dziedzicem połowy wsi był Wojciech Mycielski, syn Stanisława. Natomiast rok później, 5 marca 1635 roku, Władysław IV nadał wieś Mikołajowi i Wojciechowi Borkowskim jako „kaduk po Chryzostomie Bogołomskim i Katarzynie Borkowskiej z Bielic”. W 1684 posesorką Kakawy Katarzyna z Trąmpczyńskich Szołdrska, wdowa po Stanisławie Szołdrskim, dziedzicu Kakawy. Jednocześnie jako posesor Kakawy wymieniony został Franciszek Pruszak. W 1690 właścicielem wsi był Stanisław Kożuchowski h. Doliwa. W 1699 roku jako właściciel wymieniony został Michał Sczaniecki.

### XX wiek
Podczas okupacji hitlerowskiej nazwę wieś nosiła nazwę Kurenberg. W latach 1975–1998 Stara Kakawa administracyjnie należała do województwa kaliskiego.